# Giovanni Battista Della Porta
Giovanni Battista Della Porta (italià: Giambattista della Porta)  (Vico Equense, 1 de novembre de 1535 - Nàpols, 4 de febrer de 1615) fou un erudit i astrònom italià autor de nombrosos descobriments experimentals com ara la cambra obscura i la llanterna màgica (també atribuïda al jesuïta Athanasius Kircher), així com les primeres i rudimentàries idees o propostes sobre com construir un telescopi, el fantasma de Pepper o fins i tot una màquina de vapor.
Giammbattista Della Porta va dedicar la major part de la seva vida a l'àmbit científic. El seu llibre més destacat és Magiae Naturalis (Màgia Natural), publicat per primer cop l'any 1558. En aquesta obra tractava diferents matèries que havia estat estudiant com ara òptica, ocultisme, astrologia, alquímia, matemàtiques, meteorologia o filosofia natural. També es coneixia Giovanni Battista Della Porta com a «professor dels secrets».

## Biografia
Giambattista Della Porta va néixer el 1535 a Nàpols o a Vico Equense, a prop de Sorrento. El seu pare, Nardo Antonio Della Porta, era un ric comerciant, propietari de terres i de vaixells, que tenia tres cases, una a via Toledo de Nàpols, una vil·la a Due Porte i un magnífic palau a Vico Equense. Els seus germans van ser Francesco, Giovan Vincenzo i Ferrante. Se sap que també va tenir una germana, però se'n desconeix el nom, i també se sap que la seva mare era germana d'Adriano Guglielmo Spadafora, arqueòleg que va ser conservador de l'Arxiu de Nàpols.
Des de petit va rebre una formació privilegiada, fruit de la passió per aprendre del seu pare, que en el seu cercle d'amistats s'envoltava de figures importants, filòsofs, matemàtics, poetes i músics de renom. Tots aquests influenciaren als seus fills, convertint-se en una font de coneixement que impulsà a Della Porta a iniciar-se a l'estudi en diversos àmbits.
Tots els germans, a més de tenir un potencial sorprenent per les ciències i les matemàtiques, estaven interessats en les formes d'art. Tot i que cap d'ells tenia un gran talent musical, tots tres van ser acceptats a l'Escola de Pitàgora, una acadèmia nacionalment reconeguda a la qual només eren admesos els millors músics. Aparentment. amb el seu sorprenent potencial intel·lectual n'hi havia prou perquè tres matemàtics pràcticament insensibles als tons musicals entressin a una escola per a músics privilegiats.
Durant la seva infantesa i adolescència, els tres germans van ser educats per esdevenir homes de classe alta. Van ser ensenyats a cantar, ballar, muntar a cavall, a participar i competir en jocs i competicions i a vestir bé mentre duien a terme totes aquestes activitats de classe alta. Tots tres van adoptar aquest model de vida i van rodejar-se, almenys durant les primeres etapes de la seva vida, de cercles nobles.
Enmig d'aquesta riquesa, va emergir en Giambattista Della Porta un desig d'aprofundir en el coneixement de l'època, així com la necessitat d'agrupar-lo i extreure'n conclusions a través de l'escriptura. El seu interès intel·lectual va fer d'ell un dels autors que més va contribuir a la formació del pensament científic modern de l'època de la Contrareforma.

## Maduresa
Entre 1561 i 1566 va viatjar llargament per Itàlia, França i Espanya. El 1577-1578 va ser investigat per la Inquisició en el marc de les campanyes catòliques contra la nigromància i l'astrologia. Un any després d'haver-se tancat el procés (sense cap càstig), es va traslladar a Roma per continuar les seves recerques al servei del cardenal Lluís d'Este El 1580 va seguir al cardenal cap a Venècia i el 1581 cap a Ferrara, però el 1581 tornava a ser a la seva casa de Nàpols. Els problemes amb la Inquisició van continuar tota la seva vida, però es van limitar a la inclusió dels seus llibres a l'índex de llibres prohibits.

## Obres

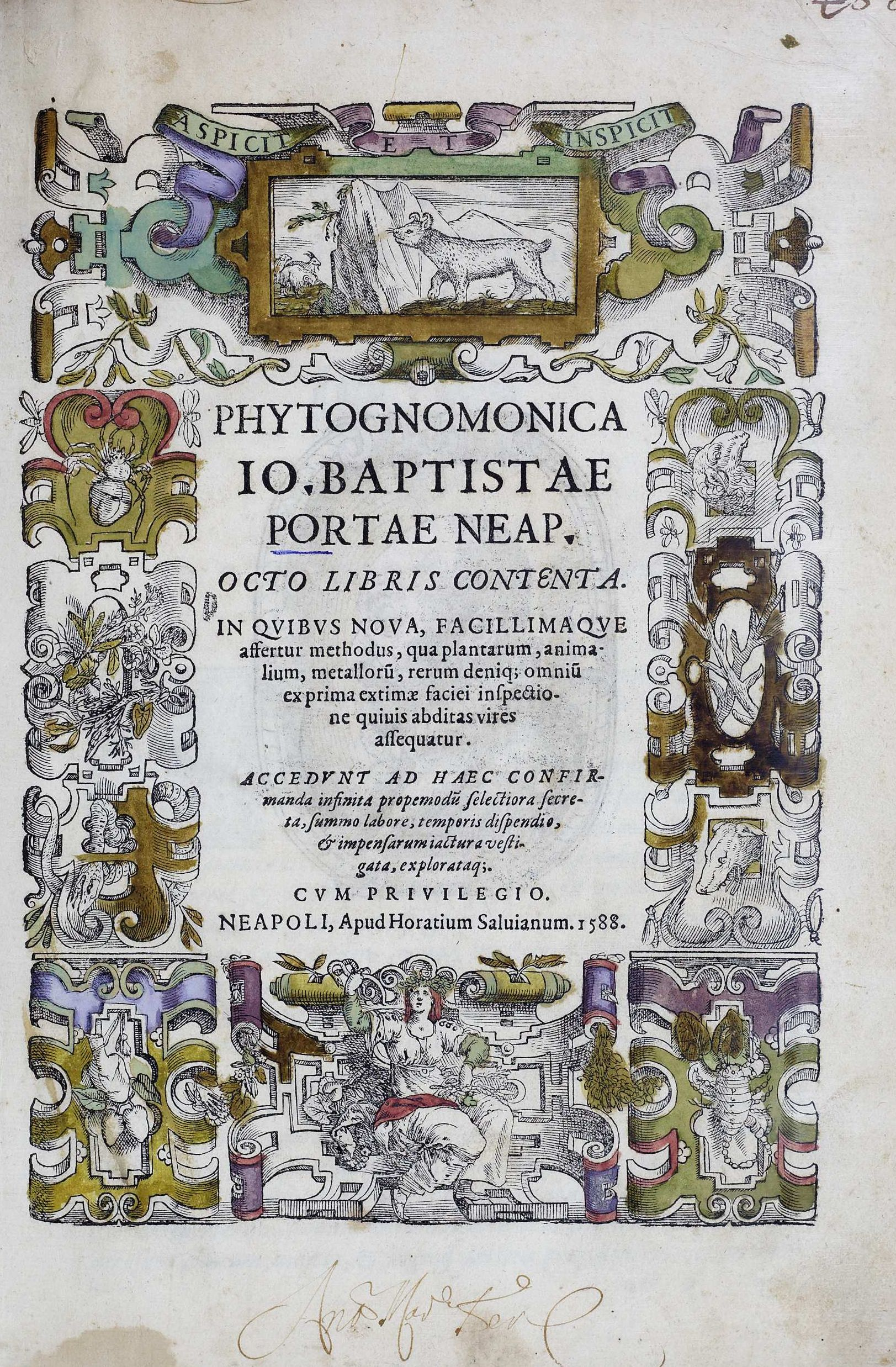
Phytognomonica, primera edició de 1588.

Obres. 

### Obres científiques
- Magia Naturalis (1558), en quatre llibres. És el primer llibre publicat per Della Porta i el va dedicar a Felip II.[4][14] El 1589 en va publicar una nova edició revisada i molt ampliada en vint llibres.[15]
- Claudii Ptolemaei magnae constructionis liber primus (1588). És un comentari de l'Almagest i dels comentaris de Teó d'Alexandria.[16]
- De furtivis Literarum Notis (1563). És un tractat d'esteganografia.[8]
- Villae libri XII (1584). És una enciclopèdia d'agricultura que inclou alguns tractats especialitzats (sobre el pomer o sobre l'olivera) que havia publicat amb anterioritat.[17] Es torna a editar el 1592.
- De humana physiognomonia libri IIII (1584). Sobre fisiognomia. [8]
- Phytognomonica (1588). Sobre L'ús de la fisiognomia per individulitzar les propietats de minerals, vegetals o anumals.[18]
- De refractione optices parte: libri novem (1589). És un llibre d'òptica.[19]
- Della fisionomia dell'uomo Libri sei (1596).[20]
- Elementorum curvilineorum libri duo (1601).[21]
- Pneumaticorum libri tres (1601).[22]
- Ars reminiscendi (1602).[23]
- Physiognomoniae Coelestis (1603).[23]
- I tre libri de' spiritali di Giouambattista della Porta napolitano, cioè D'inalzar acque per forza dell'aria (1606).[24]
- De distillationibus (1608).[25]
- De munitione libri tres (1608).[26]
- De aeris transmutanionbus (1609). Sobre meteorologia.[27]
- De Miracoli & Maravigliosi Effetti dalla Natura prodotti (1665).[28]

### Obres teatrals
Della Porta va escriure i publicar una trentena d'obres teatrals que son de molt difícil datació, perquè les escrivia en el seu temps lliure. Han sobreviscut tres drames i disset comèdies.

## Àmbit científic
L'any 1563, Della Porta va publicar De Furtivis Literarum Notis, una obra que tractava sobre criptografia i on explicava el primer xifrat de substitució diagràfica conegut.
Della Porta va tenir alguns problemes amb la Inquisició, i, tot i que ell mai va ser empresonat, alguns dels seus amics no van tenir la mateixa fortuna. Per aquesta raó va inventar un sistema que li permetia comunicar-se amb ells a través de missatges ocults dins d'ous durs. Hi escrivia amb pigments vegetals, i, en ser porosa la closca de l'ou, la tinta hi penetrava. Posteriorment coïa l'ou de manera que la tinta que quedava a l'exterior s'esborrava i els guardes no podien detectar res fora de l'habitual.
També va desmentir un mite molt propagat a l'època: que els imants perden capacitat magnètica si els fregues amb all. Va atacar aquesta suposició de forma teòrica i posteriorment va ser confirmada experimentalment per Thomas Browne, entre d'altres. A més, és considerat com un dels pioners en microbiologia, tal com demostra l'obra Phytognomonica, on elabora llistes d'espècies vegetals segons la seva ubicació geogràfica i on s'explica l'observació d'espores i fongs.
Della Porta va fundar una de les primeres societats científiques, al voltant de l'any 1580, i la va anomenar «Academia Secrotum Naturae». També van ser coneguts com a Otiosi, i el seu objectiu era estudiar i descobrir els secrets de la natura. Per ingressar-hi, s'havia d'haver fet prèviament algun descobriment en l'àmbit científic. Aquesta associació es va dissoldre per ser sospitosa d'haver tractat amb l'ocult i el propi Della Porta va visitar Roma per sol·licitud del papa Pau V. Malgrat aquest incident, no va perdre la seva vinculació amb l'església i va convertir-se en membre dels jesuïtes.

## Àmbit tecnològic
Giovanni Battista Della Porta va idear la manera de crear una càmera fosca on es pogués asseure un grup d'espectadors perquè contemplessin una escena desenvolupada fora del recinte. Llastimosament el públic es va horroritzar en veure els actors invertits i Della Porta va ser acusat de bruixeria. Temps més tard, va anteposar a l'orifici una lent biconvexa (lupa) i amb ella va obtenir major nitidesa i lluminositat. A partir d'aquest avanç diversos científics es van dedicar a perfeccionar-la.
Aquesta aportació va ser fonamental per al desenvolupament de la fotografia, ja que va marcar el principi del que avui coneixem com l'objectiu de la càmera, el qual permet la captura d'imatges a diferents distàncies i angles obtenint resultats nítids i lluminosos. També va ajudar a comprendre el funcionament de l'ull humà i de quina manera aquest capta la llum i les imatges.
Della Porta va fer alguns descobriments previs al telescopi, però va ser superat pels ràpids progressos en aquest àmbit que van succeir posteriorment, portats a terme per personatges cèlebres científics com Johannes Kepler i Galileo Galilei. La seva obra Del telescopio va quedar inacabada degut a la seva mort, però va ser trobada en un manuscrit original inèdit de l'Accademia Nazionale dei Lincei. Hi va treballar durant quatre anys i va ser, segons va dir ell mateix «la més difícil i àrdua empresa de quantes havia emprès».

## Àmbit teatral
Della Porta també va contribuir al teatre, amb disset obres conservades d'un total de vint-i-una o vint-i-tres, d'entre les quals, 14 comèdies, una tragicomèdia, una tragèdia i un drama litúrgic.

## L'Academia Secretorum Naturae
Della Porta va ser el fundador d'una societat científica anomenada Academia Secretorum Naturae (Accademia dei Segreti). Fundada abans de 1580, va ser una de les primeres societats científiques europees, i ell seu objectiu era estudiar «els secrets de la natura». Per això, tots els aspirants a membre de la societat havien de demostrar que havien fet un nou descobriment en el camp de les ciències naturals
Més endavant, al 1610, Della Porta va ser admès en una altra societat científica pionera, la Accademia Nazionale dei Lincei.